# Angus & Julia Stone
Angus & Julia Stone é um dueto formado pelo um casal de irmãos Angus Stone e Julia Stone, de Newport, Austrália.
Seu primeiro EP, Chocolates and Cigarettes, foi lançado em 2006 na Austrália pela gravadora EMI e no Reino Unido pela gravadora Independente.

## Carreira
Angus e Julia começaram a colaborar nos seus esforços musicais no começo de 2006. Antes disso, ambos faziam apresentações como artistas solo, mas cada um usava o outro como voz de fundo. Em termos de composições, eles escrevem separadamente, e então trabalham juntos na estrutura e na harmonia. Ambos possuem estilos vocais distintos.
Em 2008, publicaram o álbum que os lançou para o mundo do estrelato, A Book Like This e dois anos mais tarde, em 2010, lançaram o seu mais recente álbum, Down The way.
Esta mítica banda veio recentemente a Portugal, pela primeira vez. Juntamente com grandes nomes como, Foo Fighters, Coldplay, Fleet Foxes, eles tocaram no conhecido festival de música Optimus Alive.
No ano de 2009, Angus ficou conhecido pelo resto do mundo com Big Jet Plane que, apesar de estar em Down the Way, faz parte, também, do álbum Smoking Gun que desta vez não foi gravado com a Julia Stone e foi produzido sob pseudônimo de Lady Of the Sunshine. É diferente dos demais álbuns, uma vez que não apresenta a pegada folk que as suas músicas geralmente têm e é puxado mais para o lado pesado. Smoking Gun teve a influência de bandas como Red Hot Chili Peppers e Rage Against the Machine.
Julia também já contribuiu com a banda britânica Travis, provendo voz de fundo para a música Battleships no álbum de 2007 The Boy with No Name. Além disso, já fez dueto com o cantor francês Benjamin Biolay em uma de suas músicas Let's forget all the things that we say, do álbum By the Horns.
No álbum lançado em 2015, depois de alguns anos de separação, Angus & Julia Stone voltaram a cantar juntos. A volta da dupla não estava prevista. Tudo aconteceu quando ambos se encontraram, acidentalmente, em um estabelecimento em Paris e, então, decidiram produzir um novo álbum. Neste, as composições não foram feitas separadamente por cada um como antes era. Ao invés disso, os irmãos trabalharam juntos.

## Prêmios e nomeações

### Prêmio AIR
| Ano  | Trabalho        | Categoria                               | Resultado | Ref.          |
| 2022 | Life Is Strange | Melhor EP independente de Blues e Roots | Indicado  | [ 12 ] [ 13 ] |

### Prêmio APRA
| Ano  | Trabalho                                       | Categoria                     | Resultado   | Ref.   |
| 2011 | Angus & Julia Stone (Angus Stone, Julia Stone) | Compositor do ano             | Venceu      | [ 14 ] |
| 2011 | "Big Jet Plane" (Angus Stone, Julia Stone)     | Música do ano                 | Venceu      | [ 14 ] |
| 2015 | "Get Home" (Angus Stone, Julia Stone)          | Trabalho Blues e Roots do ano | Indicado    | [ 15 ] |
| 2015 | "Heart Beats Slow" (Angus Stone, Julia Stone)  | Trabalho Blues e Roots do ano | Venceu      | [ 15 ] |
| 2015 | "Heart Beats Slow" (Angus Stone, Julia Stone)  | Música do ano                 | Shortlisted | [ 16 ] |
| 2018 | "Snow" (Angus Stone, Julia Stone)              | Música do ano                 | Shortlisted | [ 17 ] |
| 2019 | "Chateau" (Angus Stone, Julia Stone)           | Trabalho Blues e Roots do ano | Venceu      | [ 18 ] |

### Prêmio ARIA
| Ano  | Trabalho                                            | Categoria                                    | Resultado | Ref.          |
| 2008 | "The Beast"                                         | Breakthrough Artist – Single                 | Indicado  | [ 19 ]        |
| 2008 | A Book Like This                                    | Melhor álbum Blues e Roots                   | Indicado  | [ 19 ]        |
| 2008 | A Book Like This                                    | Best Group                                   | Indicado  | [ 19 ]        |
| 2008 | A Book Like This                                    | Breakthrough Artist – Album                  | Indicado  | [ 19 ]        |
| 2008 | A Book Like this – IOSHVA                           | Best Cover Art                               | Indicado  | [ 19 ]        |
| 2008 | "Just a Boy" (Angus Stone, Julia Stone, Josh Groom) | Best Video                                   | Indicado  | [ 19 ]        |
| 2010 | Down the Way                                        | Best Group                                   | Indicado  | [ 20 ] [ 21 ] |
| 2010 | Down the Way                                        | Album of the Year                            | Venceu    | [ 20 ] [ 21 ] |
| 2010 | Down the Way                                        | Best Adult Alternative Album                 | Venceu    | [ 20 ] [ 21 ] |
| 2010 | Down the Way (Angus Stone, Julia Stone)             | Best Cover Art                               | Venceu    | [ 20 ] [ 21 ] |
| 2010 | Down the Way (Angus Stone, Julia Stone)             | Producer of the Year                         | Venceu    | [ 20 ] [ 21 ] |
| 2010 | "Big Jet Plane"                                     | Single of the Year                           | Venceu    | [ 20 ] [ 21 ] |
| 2010 | "Big Jet Plane" (Kiku Ohe)                          | Best Video                                   | Indicado  | [ 20 ] [ 21 ] |
| 2010 | Down The Way                                        | Most Popular Australian Album                | Indicado  | [ 20 ] [ 21 ] |
| 2010 | Down The Way                                        | Most Popular Australian Artist               | Indicado  |               |
| 2014 | Angus & Julia Stone                                 | Best Cover Artist                            | Indicado  |               |
| 2014 | Angus & Julia Stone                                 | Best Rock Album                              | Indicado  |               |
| 2018 | Snow                                                | Best Blues & Roots Album                     | Indicado  |               |
| 2018 | Snow                                                | Best Independent Release                     | Indicado  |               |
| 2018 | "Chateau"                                           | Song of the Year                             | Indicado  |               |
| 2021 | Life is Strange                                     | Best Original Soundtrack, Cast or Show Album | Venceu    | [ 22 ]        |
| 2024 | Cape Forestier                                      | Best Adult Contemporary Album                | Indicado  | [ 23 ]        |
| 2024 | Eric J Debowsky for Cape Forestier                  | Best Engineered Release                      | Indicado  | [ 23 ]        |

### Prêmio J
| Ano  | Trabalho     | Categoria                | Resultado | Ref.   |
| 2008 | "Just a Boy" | Vídeo australiano do ano | Indicado  |        |
| 2010 | Down the Way | Vídeo australiano do ano | Indicado  | [ 24 ] |

### Prêmio Helpmann
| Ano  | Trabalho          | Categoria                            | Resultado | Ref.   |
| 2011 | Down the Way Tour | Best Australian Contemporary Concert | Indicado  | [ 25 ] |

### Prêmio National Live Music
| Ano  | Trabalho   | Categoria                              | Resultado | Ref.          |
| 2019 | Themselves | International Live Achievement (Group) | Indicado  | [ 26 ] [ 27 ] |